# 生越千晴
生越 千晴（おごし ちはる、1992年11月9日 - ）は、島根県松江市出身の日本の女優。身長155cm。血液型O型。A.L.C.Atlantis（2023年8月31日廃業）、現在の所属事務所はKYO劇団モダンスイマーズ所属。

## 来歴
島根県立松江東高等学校から広島市立大学芸術学部デザイン工芸学科に進学。現代美術家の鈴木康広のすすめでフィリップ・ジャンティの舞台を観たことで演劇に興味を持つ。2014年、演劇引力廣島のワークショップオーディションに参加し、同劇団の第11回プロデュース公演『デンキ島～松田リカ編～（広島編）』にて、演劇初経験にして主役に抜擢された。同作の演出を担当していた蓬莱竜太から誘われ、同年11月に劇団モダンスイマーズに参加。舞台演劇を中心に映画・ドラマ・CMと活動の幅を広げている。

## 人物
趣味は舞台観劇・映画鑑賞・散歩・韓国語勉強・日記を書くこと

## 出演作品

### 映画
- KABUKI DROP（2016年6月25日公開）
- きょうのキラ君（2017年2月25日公開、ショウゲート）
- 8年越しの花嫁 奇跡の実話（2017年12月16日公開、松竹）
- 50回目のファーストキス（2018年6月1日公開、ソニー・ピクチャーズ エンタテインメント）
- MOOSIC LAB 2018『デッドバケーション』（2018年11月）
- ココでのはなし（2024年11月8日公開）

### テレビドラマ
- かたりべさん（2014年、NHK広島） - 主演・間宮沙希
- かもしれない女優たち（2015年、フジテレビ）
- GAKUYA（2016年、フジテレビTWO）
- 嘘の戦争（2017年、関西テレビ）
- スーパーサラリーマン左江内氏 第4話「仕事か遠足か?夫婦愛を試されるサエないヒーロー」（2017年2月4日、日本テレビ） - 遭難船の女
- 犯罪症候群 第4話「翻弄」（2017年4月29日、東海テレビとWOWOWの共同制作） - 安達育美（小沼の女）
- 暇なJD・三田まゆ～今夜、私と“優勝”しませんか♥～（2017年、テレビ朝日）
- SUITS/スーツ (日本のテレビドラマ)（2018年） - 春日友加里
- 日本ボロ宿紀行 第10話「埼玉県寄居町 山崎屋旅館」（2019年3月30日、テレビ東京系列） - 澤北琴音（宿泊客）
- 麒麟がくる（2020年、NHK大河ドラマ） - お常
- 漂着者（2021年、テレビ朝日） - モル
- ペットにドはまりして、会社辞めました（2022年3月22日、NHK総合） - 裕美[2]
- 女子高生、僧になる。 第3・4回（2023年10月2日・10月9日、MBS） - 益子 役[3]
- 相棒 season22 第3話（2023年11月1日、テレビ朝日） - 村岡めぐみ 役
- ハイエナ 第5話 - 最終話（2023年11月17日 - 12月8日、テレビ東京） - 相良美桜 役
- 心はロンリー気持ちは「…」FINAL（2024年4月27日、フジテレビ） - カフェ「bouquet」の店員 役[4]

### ラジオドラマ
- 青春アドベンチャー（NHK-FM）
  - 天涯の砦（2025年3月10日 - 3月28日）[5] - 長柄甘海 役

### バラエティー番組
- 天才てれびくんhello,（2020年6月3日、Eテレ天てれドラマ） - 15年後の筧礼

### 舞台
- 演劇引力廣島『デンキ島〜松田リカ篇〜広島版』（2014年）
- モダンスイマーズ『悲しみよ、消えないでくれ』（2015年）
- モダンスイマーズ『嗚呼いま、だから愛。』（2016年)
- パルコ・プロデュース公演『星回帰線』（2016年）
- モダンスイマーズ実験公演『魔女の夜』（2017年）
- 東京03 FROLIC A HOLIC『何が格好いいのか、まだ分からない。』（2018年2月22日 - 2月25日）
- モダンスイマーズ句読点三部作連続上演　第一弾『嗚呼いま、だから愛。』（2018年4月19日 - 4月29日）
- モダンスイマーズ句読点三部作連続上演　第二弾『悲しみよ、消えないでくれ』（2018年6月7日 - 6月17日）
- 梅田芸術劇場『まほろば』（作:蓬莱竜太 演:日澤雄介）
  - （2019年4月5日 - 4月21日、東京芸術劇場シアターイースト）
  - （2019年4月23日 - 4月24日、梅田芸術劇場シアタードラマシティ）
- モダンスイマーズ結成20周年記念公演『ビューティフルワールド』（2019年6月7日 - 6月23日、東京芸術劇場シアターイースト）
- ほろびて『センの夢見る』（2024年2月2日 - 8日、東京芸術劇場シアターイースト）[6]
- モダンスイマーズ『雨とベンツと国道と私』（2024年6月8日 - 6月30日、東京芸術劇場シアターイースト）[7]
- イキウメ『奇ッ怪 小泉八雲から聞いた話』（2024年8月9日-9月1日、東京芸術劇場シアターイースト、9月5日-9月8日、ABCホール）
- ほろびて『ドブヘ INTO THE DITCH』（2025年5月21日 - 26日、吉祥寺シアター）[8]

### 配信ドラマ
- ギルガメッシュFIGHT（2022年12月25日 - 2023年1月29日、Paravi） - 宇野くるみ[9]

### CM・広告
- レオパレス21「カスタマイズ篇（壁紙シリーズ）」（2014年）
- 三井不動産商業マネジメント「三井アウトレットパーク」（2017年）
- キリン「晴れと水　夏がくるね。篇」（2017年）
- 東電「TEPCO速報アプリ」WEB MOVIE おまじない編（2018年）
- 富士通「多言語音声翻訳技術」篇（2018年）
- カフェフクモリ 湯どの庵オープンCM（2018年）
- 任天堂 どうぶつの森 ポケットキャンプ（2018年）
- Nifty 「アルバイト篇」（2018年）
- スタッフサービス「降ってくる篇」（2018年）
- ネイチャーラボ「植物幹細胞篇」（2018年）
- キリンビール『キリン一番搾り』 「足立梨花 ホルモン篇」（2019年）

### CDジャケット
- スピッツ 『見っけ』（2019年10月）

### Web
- FRIDAY DIGITAL 『めざまし美女図鑑』（2019年3月）
- NAOT  『さんぽびより』 東京03 飯塚悟志×生越千晴
- NAOT  WALK WONDERFUL × 生越千晴